# Liparis bifolia
Liparis bifolia är en orkidéart som beskrevs av Célestin Alfred Cogniaux. Liparis bifolia ingår i släktet gulyxnen, och familjen orkidéer. Inga underarter finns listade i Catalogue of Life.